# Mount Clare (Roehampton)
Pour les articles homonymes, voir Mount Clare.
Mount Clare est un édifice néoclassique classé Grade I, construit en 1772 dans les Minstead Gardens à Roehampton, dans le Borough Londonien de Wandsworth.
L'architecte était Sir Robert Taylor, et la maison a été agrandie d'un portique et d'autres enrichissements en 1780 par Placido Columbani. Il a été classé " Grade I le 14 juillet 1955.
La maison a été construite pour le politicien George Clive et les jardins ont été créés par Lancelot "Capability" Brown.

## Résidents célèbres
Clive est mort en 1779. Les résidents ultérieurs ont inclus:
- 1780-1804: John Dick, Consul Britannique à Livourne, , mort dans la maison, le 2 décembre 1804[4]
- 1807-19: le chimiste Charles Hatchett, qui a découvert le niobium
- 1830-32: Humphrey Saint-Jean-Mildmay, Membre du Parlement pour Southampton
- 1840-46: l'Amiral de la Flotte Sir Charles Ogle
- 1874-1908: Hugh Colin Smith, Gouverneur de la Banque d'Angleterre. Ses descendants, agents de change, ont vécu dans la maison jusqu'en 1945.

## Réquisition en 1945 et utilisation ultérieure
La maison a été réquisitionnée par le Wandsworth Borough Council en 1945. En 1963, elle est devenue une résidence pour le Garnett College, le seul au Royaume-Uni uniquement destiné à la formation de conférenciers. Garnett Collège est devenu une partie de Woolwich Polytechnique, puis de l'Université de Greenwich. 
Aujourd'hui, Mount Clare est la propriété des Southlands Methodist Trust  et est utilisé comme un lieu de résidence de l'Université de Roehampton.

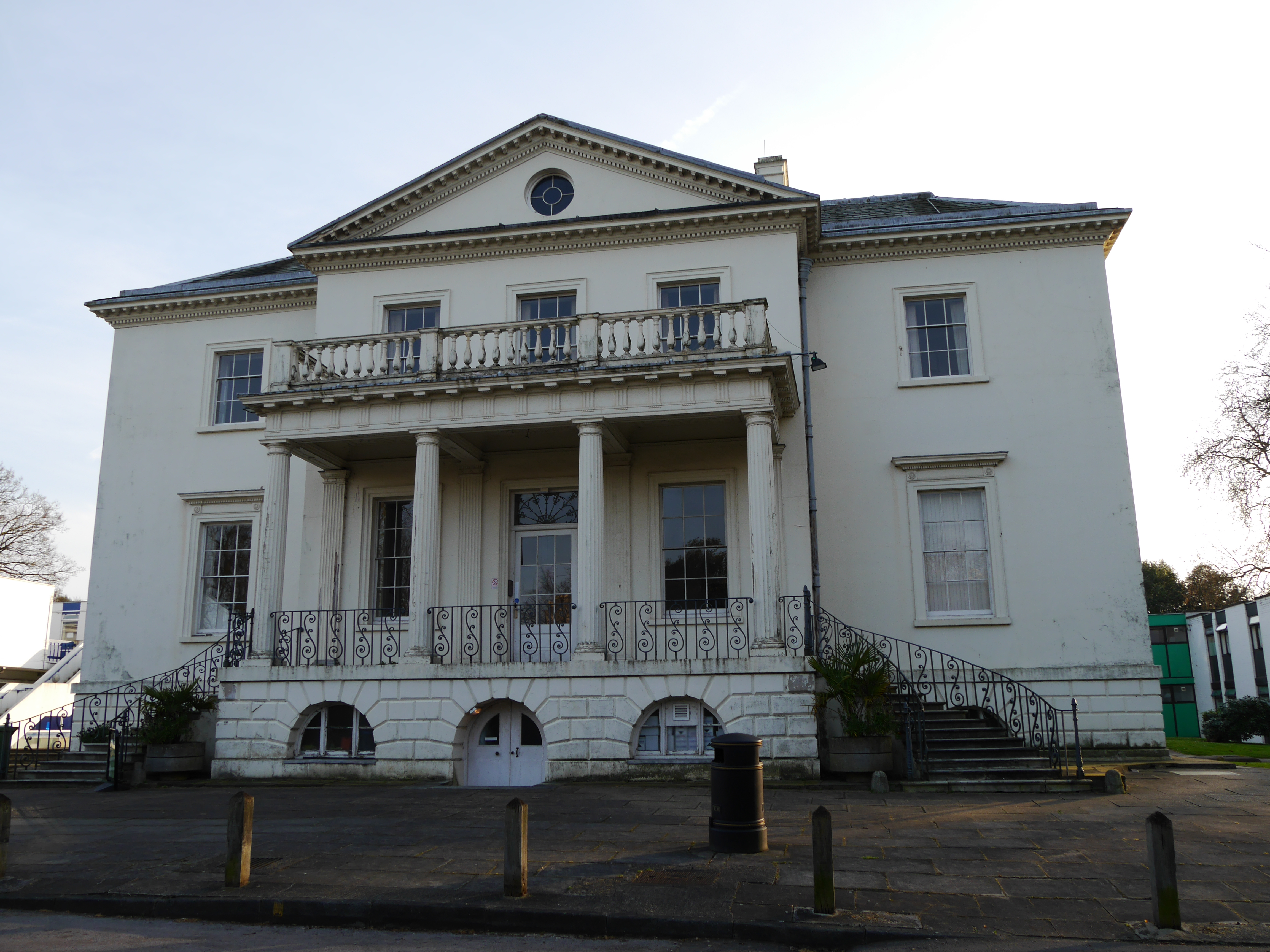
Mount Clare, Façade
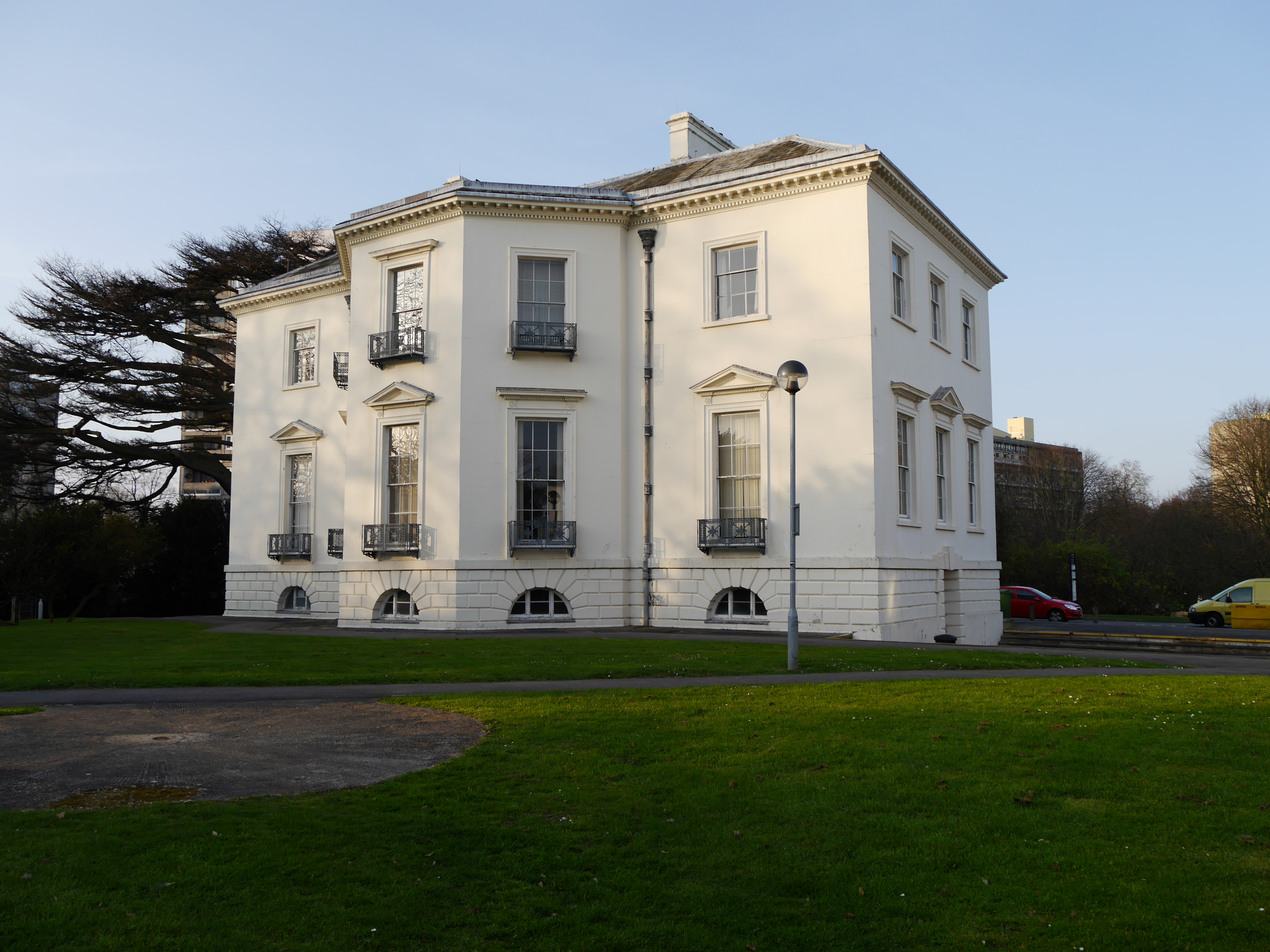
Mount Clare, Arrière
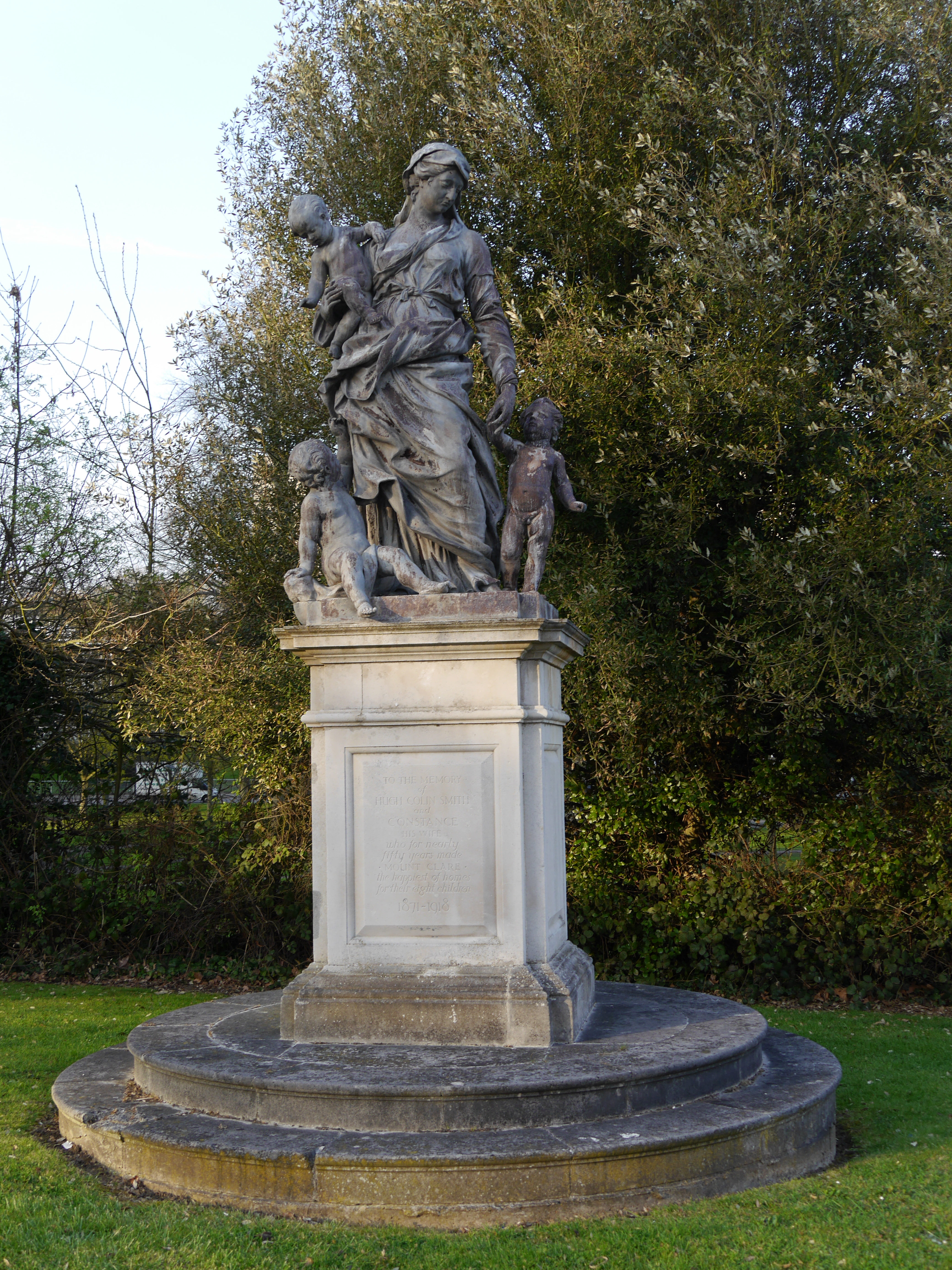
Statue à la mémoire de Hugh Colin Smith
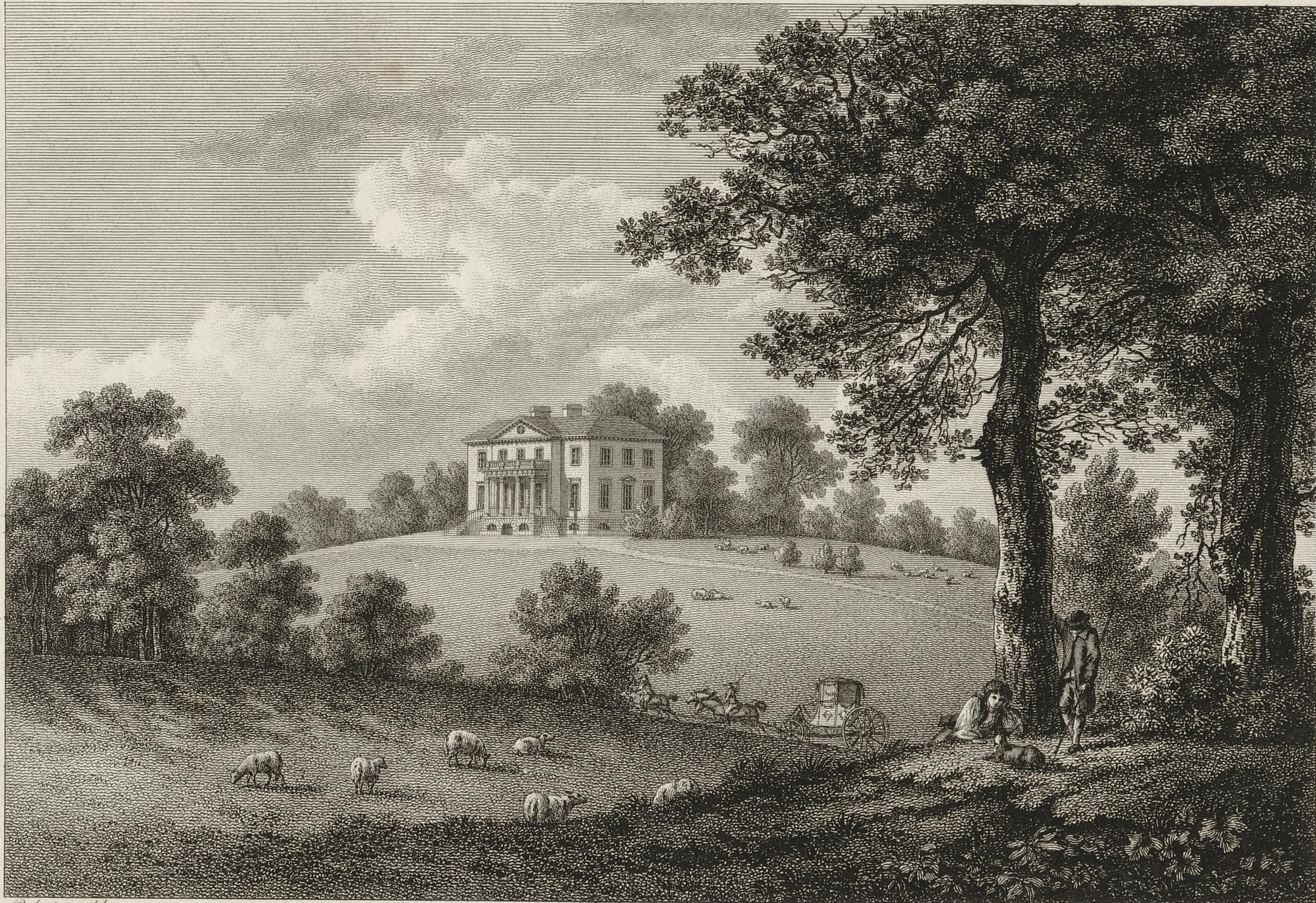
Mount Clare dans une gravure de 1779 par William Watts.